# Cumbres Calchaquíes

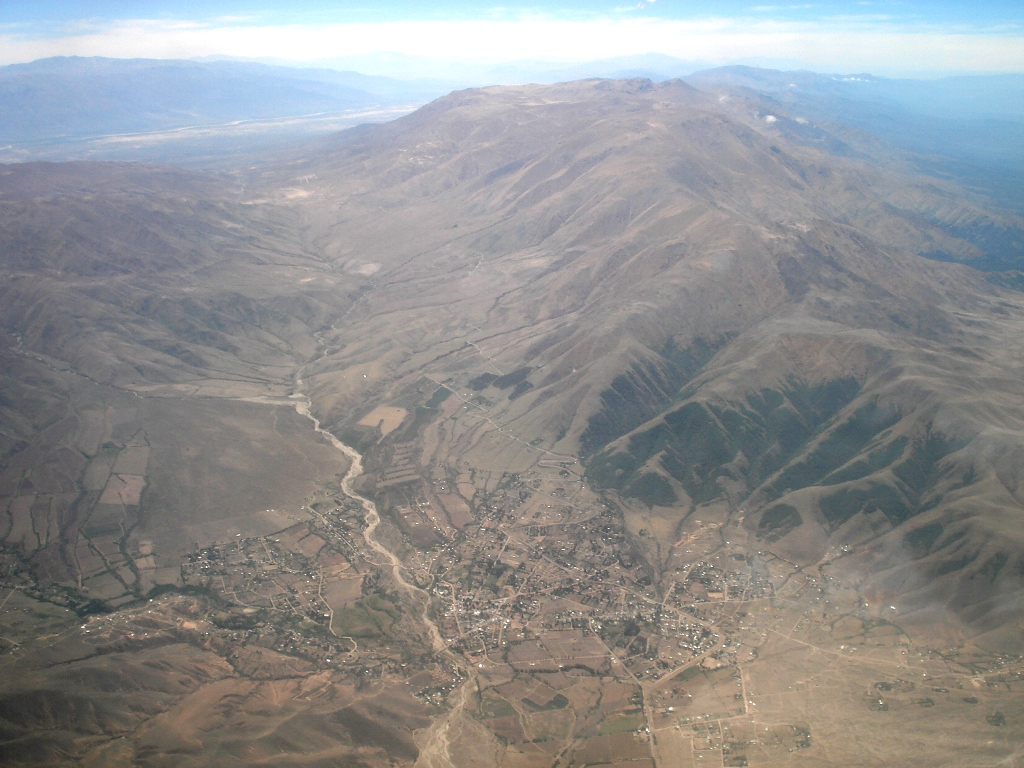
Vista aérea del valle de Tafi. En el sector superior de la imagen se pueden observar las Cumbres Calchaquíes, y detrás el valle de Santa María.

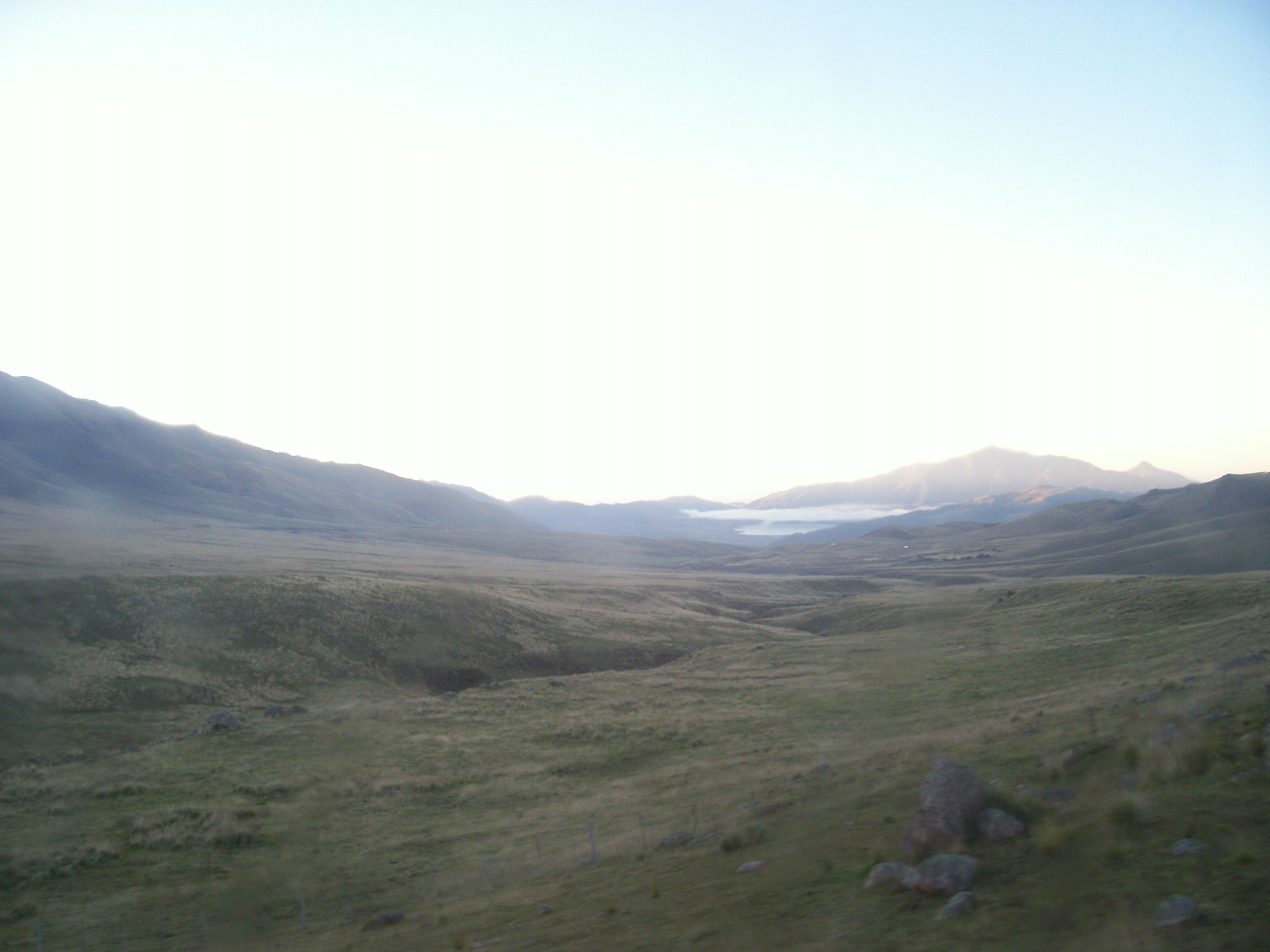
Vista del valle de Tafi desde El Infiernillo. A la izquierda se puede observar el extremo austral de las Cumbres Calchaquíes.

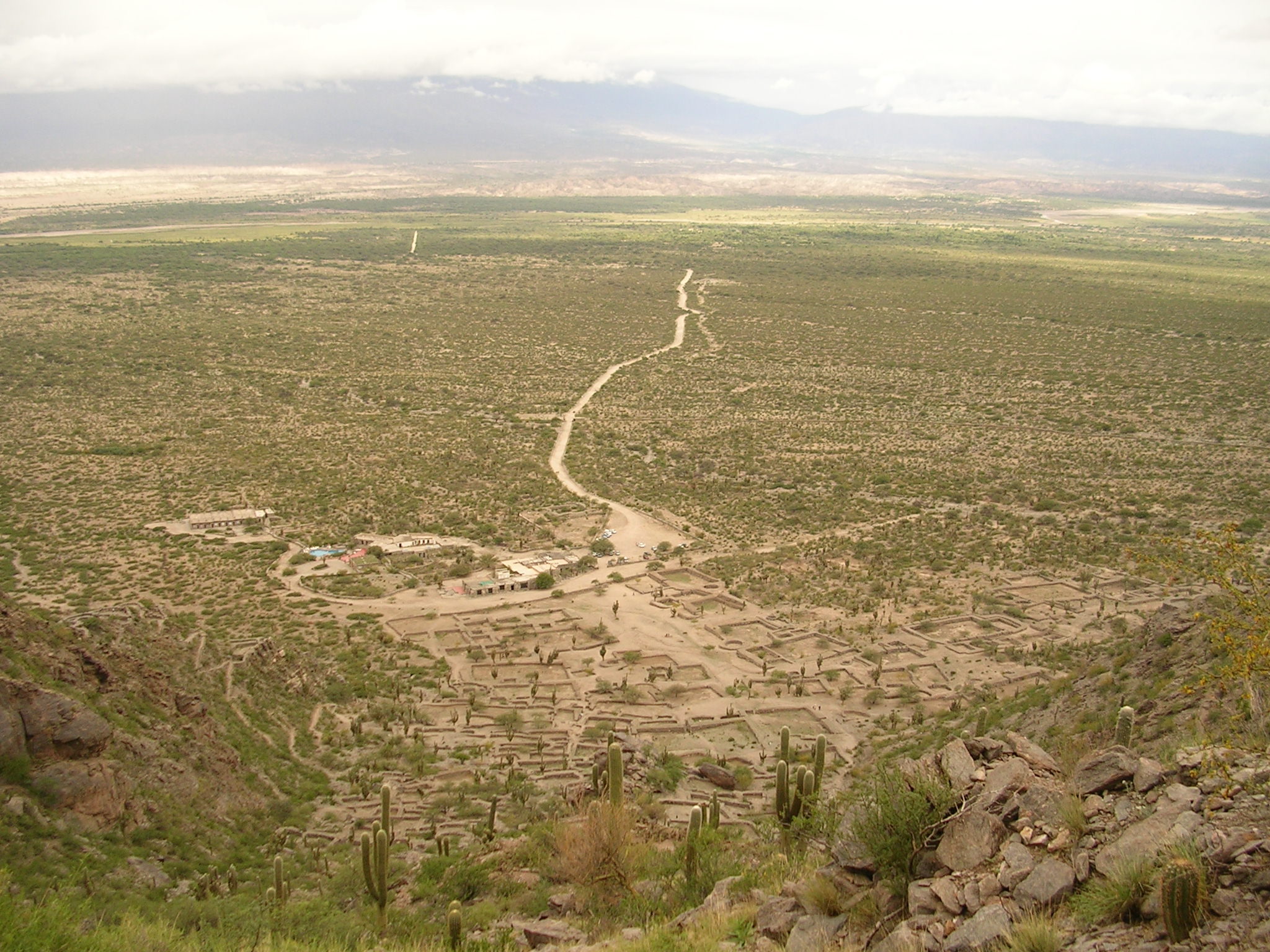
Vista de las Cumbres Calchaquíes, tapadas por nubes, desde las Ruinas de Quilmes. Entre ambas se puede observar el valle de Santa María.

Las Cumbres Calchaquíes es un sistema andino se ubica en el noroeste de la provincia de Tucumán, en el norte de  Argentina. Su pico culminante es el cerro de la Mina, de 4762 m s. n. m., situado al este de Amaicha del Valle.

## Origen
En el Cretácico, las Cumbres Calchaquíes, su continuación austral, la sierra de Aconquija, así como el valle de Santa María eran un elemento orográfico positivo, con basamentos ígneo-metamórficos del Precámbrico Paleozoico inferior. Sobre dichos basamentos, en el Terciario temprano, se fueron depositando sedimentos, representados por las capas conglomerádicas que se apoyan discordantes sobre él. 
La Falla Tafí del Valle posee inclinación al noreste; esta enorme falla inversa produjo el cabalgamiento de las cumbres Calchaquíes sobre la sierra de Aconquija.
Los bloques de basamento que conforman las Cumbres Calchaquíes se levantaron producto de grandes fallas inversas lístricas; posteriormente nuevos movimientos distensivos y transpresivos produjeron fallas normales y de desplazamiento de rumbo, las que terminaron por definir la configuración final del sistema. Paralelamente fue afectado por una período de ascenso vertical, el cual se mantiene hasta hoy.

## Límites
Este cordón orográfico está limitado al sur por la Falla Tafí del Valle en el valle de Tafí, una cuenca intramontana emplazada sobre una depresión tectónica que pertenece al sistema de Aconquija, en el extremo norte de las sierras Pampeanas Noroccidentales. Al oeste contacta con el valle del río Santa María, perteneciente a la cuenca del Plata. Al norte se continúan en las Cumbres de Santa Bárbara —las cuales hacen frontera entre Tucumán y Salta—, y más al norte en la sierra de Carahuasi, ya en la provincia de Salta.
Su ladera occidental pertenece al Departamento Tafí del Valle; mientras que su ladera oriental pertenece su porción norte al Departamento Trancas y su porción sur al Departamento Tafí Viejo, todos de la provincia de Tucumán.

## Características
El cordón orográfico de las Cumbres Calchaquíes es una sección de un conjunto mayor, el cual también integra hacia el sur la sierra de Aconquija o cordón del Aconquija. Ambos están cortados por un collado de montaña, abra, o portillo, el cual también es un puerto de montaña o paso de montaña, denominado Abra del Infiernillo, de alrededor de 3000 m s. n. m., por donde discurre la Ruta Provincial 307.
El pico culminante de las Cumbres Calchaquíes es la combre sur del cerro de la Mina, de 4762 m s. n. m., situado al este de Amaicha del Valle.
Otros cerros destacados son el cerro Santa Isabel de 4700 m s. n. m., el cerro Adriana de 4700 m s. n. m., y el cerro El Negrito de 4660 m s. n. m.
Posee un grupo de lagunas de altura llamadas: lagunas de Huaca Huasi.

## Hidrografía
La ladera occidental es drenada por escasos torrentes temporarios que transportan las aguas al río Santa María, el más destacado de ellos es el arroyo Pedregoso. La escorrentía de su ladera oriental llega al río Salí gracias a múltiples cursos fluviales de montaña, entre los más importantes están el río Choromoro, el río Vipos, el río Potrero, el arroyo de las Cañas, y el río Lules.

## Caminos
Esta cadena de montañas es una de las regiones más prístinas e inexploradas de la Argentina. En algunos reducidos valles se encuentran pequeños pueblos y caseríos interserranos, habitados por pastores, como Anca Juli, Las Arquitas, o Chasquivil. A tal punto algunos de ellos están aislados que solo es posible acceder a los mismos a lomo de mula a través de senderos de montaña, o por vía aérea, gracias a modestas pistas de aterrizaje construidas en las alturas.

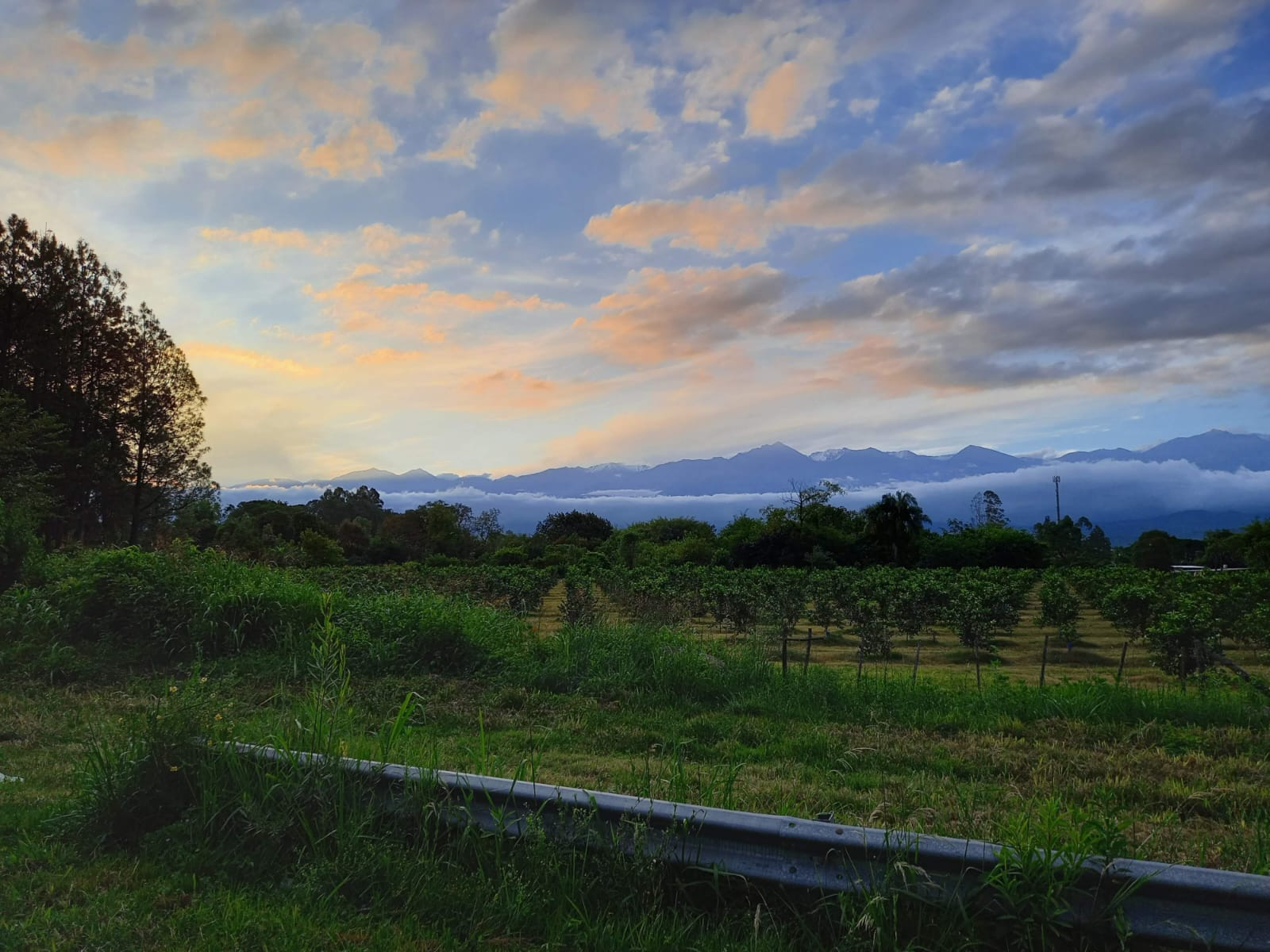
El camino a los valle calchaquies,imponente por sus colores. A la margen del camino se observan plantaciones de limoneros,una de las producciones más importante de la Provincia de Tucumán. Rodeado de los Nevados del Aconquija que embellece con sus colores celeste y blanco.

## Clima
La presencia de estos altos cordones produce notables contrastes en la distribución de las precipitaciones causados por el efecto que causa en los vientos húmedos que provienen del este su interposición a la manera de una elevada pared. Por esta causa, las laderas orientales son muy húmedas —gracias a las precipitaciones orográficas—, llegando a superar los 2000 mm anuales, concentrados en la temporada cálida. Como una oposición a ello, sobre las laderas occidentales se presenta un clima sumamente árido, precipitaciones anuales inferiores a 200 mm. En las cumbres el clima es muy frío, con fuertes nevadas invernales.

## Vegetación
Respondiendo a los cambios climáticos, la vegetación también presenta radicales contrastes. 
En la ladera oriental, gracias a las abundantes lluvias estivales, se hacen presentes todos los pisos de la Provincia fitogeográfica de las Yungas, desde el Distrito fitogeográfico de la Selva Pedemontana en la base, seguido por el Distrito fitogeográfico de la Selva Montana superando los 800 m s. n. m., y por arriba de los 1300 m s. n. m. los bosques del Distrito fitogeográfico del Bosque Montano.
En algunas laderas, por cortinas orográficas presentes más hacia el oriente, la formación boscosa que se hace presente es una menos exigente en precipitaciones: el Distrito fitogeográfico Chaqueño Serrano de la Provincia fitogeográfica Chaqueña.  
Por sobre los 3000 m s. n. m. dominan prados alpinos, los que dejan paso a la Provincia fitogeográfica Puneña, y en los picos superiores a 4300 m s. n. m. se encuentra el Distrito fitogeográfico Altoandino Quechua de la Provincia fitogeográfica Altoandina.
En la ladera occidental, la rigurosa sequedad crea las condiciones adecuadas para los arbustales de la Provincia fitogeográfica Prepuneña, y ya alcanzando el valle de Santa María se encuentra el Distrito fitogeográfico del Monte de Sierras y Bolsones de la Provincia fitogeográfica del Monte. Algunas laderas occidentales posiblemente presenten las comunidades con mayor participación de especies y ejemplares de la familia de las cactáceas, con ejemplares de más de 10 metros de altura, siguiendo por ejemplares del tamaño de arbustos de distinta magnitud, hasta las pequeñas especies que forman cubresuelos, las que poseen menos de 5 cm. 